# Casa Drewry-Mitchell-Moorer
La Casa Drewry-Mitchell-Moorer es una mansión histórica ubicada en Eufaula, Alabama, Estados Unidos.

## Historia
La casa fue construida para el Dr. John Drewry en 1867. Permaneció en la familia hasta la década de 1970, después de haber sido heredado por la hija de Drewry, Lilly Mitchell, seguida por su hijo, A.C Mitchell, y su hija, la Sra. W.D Moorer. Ha sido incluido en el Registro Nacional de Lugares Históricos desde el 13 de abril de 1972.